# Gotthard Friedrich Stender

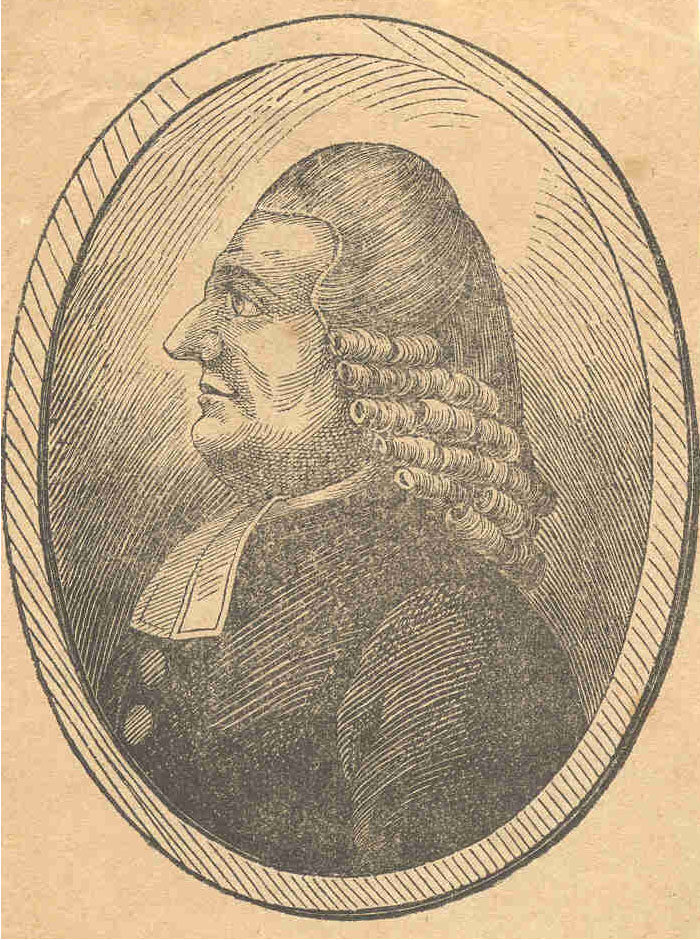
Gotthard Friedrich Stender, 1753

Gotthard Friedrich Stender (lettisch Gothards Frīdrihs Stenders; * 27. August 1714 in Lassen, Herzogtum Kurland und Semgallen; † 17. Mai 1796 in Sonnaxt), genannt der alte Stender (lett. Vecais Stenders), war ein kurländischer lutherischer Pastor und Baltist. Er gilt als Begründer der lettischen säkularen Literatur und verfasste eine Grammatik und ein Lexikon der lettischen Sprache.  Außerdem war Stender als Erfinder tätig.

## Leben

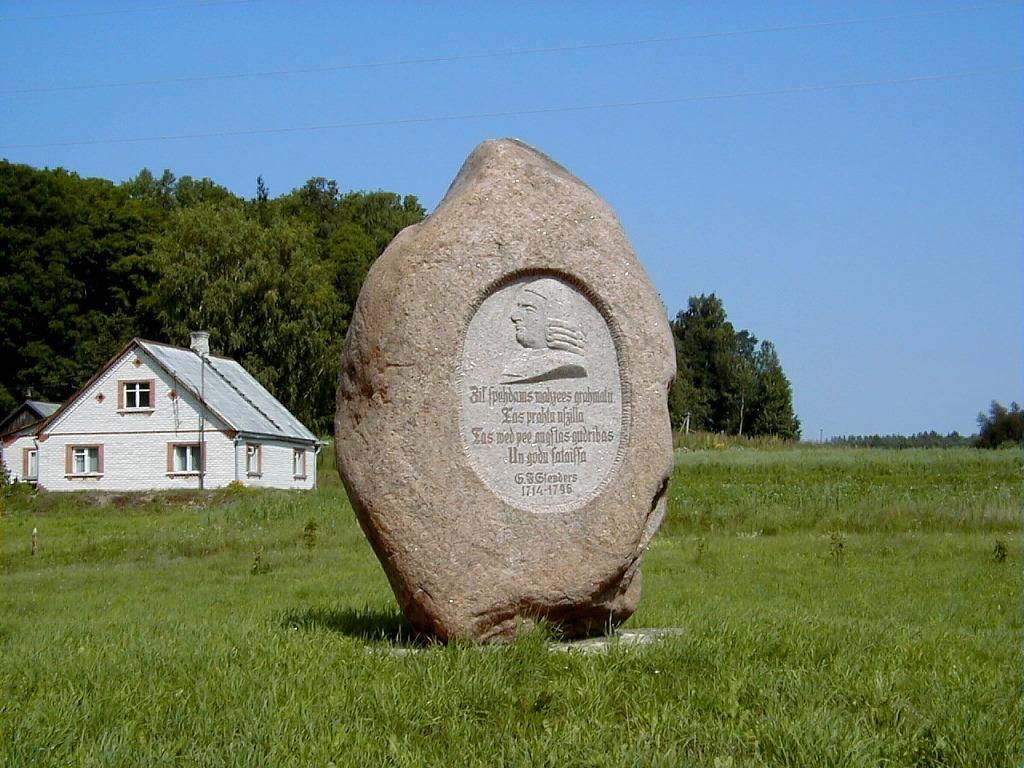
Denkmal für Friedrich Stender in Eglaine, Lettland

Gotthard Friedrich Stenders Vater, Hermann Konrad Stender, war Pastor im kurischen Lassen. Dieser und Rektor Isack Bauer in Subbath unterrichteten ihn in klassischen und orientalischen Sprachen. Von 1736 bis 1739 studierte er in Jena und Halle Theologie, alte Sprachen und Rhetorik. Danach war er Lehrer am Franckeschen Waisenhaus. Dessen pietistische Richtung führten ihn zu einer freieren Auffassung des Christentums. Nach seiner Rückkehr nach Kurland wirkte er als Hauslehrer auf dem Gut Groß-Bersteln (Lielbērstelē, westlich von Rundāle) und studierte Mathematik. 1742 wurde er als Konrektor an der Mitauschen Stadtschule angestellt.
1744 wurde Stender Pastor von Birsgallen im Kreis Riga. Die geistliche Arbeit am lettischen Volke begründete seine Vertrautheit mit der lettischen Sprache. 1752 beraubten ein Feuer und eine Viehseuche ihn seiner Habe und er wurde Pastor im litauischen Záimen. Da er dort keine Muße fand, gab er das Amt 1759 auf und wanderte nach Helmstedt aus. Dem Herzog von Braunschweig fertigte er einen Globus von drei Fuß Durchmesser. 1760 wurde er Rektor der neuerrichteten Realschule in Königslutter. Er war Mitglied der Deutschen Gesellschaft zu Göttingen.
1763 zog er nach Hamburg, von wo aus er durch Vermittlung des russischen Gesandten am dänischen Hof als Professor der Geographie nach Kopenhagen berufen wurde. Auch König Friedrich V. wünschte einen Globus, den Stender in einer Größe von 23 Fuß Durchmesser konstruierte. Infolge schwieriger politischer Verhältnisse und misslicher Finanzlage wurde seine Professur zwei Jahre später wieder aufgehoben, und er kehrte nach Kurland zurück. Im Jahr 1765 entwickelte er eine der ersten Waschmaschinen.
1766 wurde er Adjunkt und drei Jahre später Nachfolger des Pastors Georg Christoph Radetzky (1688–1769) in Selburg (Sēlpils) und Sonnaxt (Sunākste). Zuletzt war er Probst der Selburgschen Diözese und Pastor zu Sonnaxt. Er verfasste mindestens 15 theologische und philosophische Schriften, darunter seine Augstas gudrības grāmata no pasaules un dabas (Das Buch der hohen Weisheiten über Welt und Natur) von 1774.

## Familie
Gotthard Friedrich Stender war mit Anna Elisabeth Braunschweig (1716–1784) verheiratet. Beider Sohn Alexander Johann Stender (1744–1819) machte sich als Theologe und Lexikograph einen Namen.

## Ehrungen
Zu seinem 300. Geburtstag gab die lettische Post eine Gedenkmarke zum Wert von 1,39 Euro mit seinem Porträt heraus. Ferner gab es 2014 eine 5-Euro-Silbermünze zu Stender.

## Schriften
- Neue vollständige lettische Grammatik; 1761
- Beschreibung einer neuen höchst bequemen Waschmaschine; 1765[4]
- Katechismus in Versen, zu einem erleichterten Religionsunterricht; 1781
- Lettische Grammatik; 1783
- Gedanken eines Greises über den nahen Zustand jenseit des Grabes; 1786
- Lettisches Lexicon; 1789
- Wahrheit der Religion wider den Unglauben der Freygeister und Naturalisten; Hartknoch, 1784
- Philosophische Gedanken über wichtige Gegenstände: als Beylagen zu den Gedanken eines Greises über den nahen Zustand jenseit des Grabes; 1795
- Fabeln und Erzählungen zur Bildung des Witzes und der Sitten der Letten nach ihrer Denkungs- und Mundart abgefasst